# South Side (Chicago)
South Side (español: Lado Sur) es un barrio de la ciudad de Chicago, localizada en el condado de Cook, Illinois, Estados Unidos. Gran parte del barrio ha evolucionado gracias a los municipios y áreas incorporadas, como Hyde Park Township en la cual votaron el 29 de junio de 1889 junto con otros municipios en unas elecciones para ser anexados. Algunas regiones de la ciudad, conocidas como sides o lados, están divididas por el Río Chicago y sus ramales. El South Side de Chicago fue originalmente definido como toda la parte sur de la ciudad del ramal principal del Río Chicago, pero ahora excluye al Loop. El South Side tiene una variada composición étnica, y tiene una gran disparidad entre la demografía étnica de la ciudad. El South Side cubre el 60% de la superficie de la ciudad, con un gran porcentaje de casas unifamiliares y grandes zonas para industrias que el resto de la ciudad.